# Pseudhammus myrmidonum
Pseudhammus myrmidonum là một loài bọ cánh cứng trong họ Cerambycidae.